# Fábrica de Quadrinhos
Fábrica de Quadrinhos é um estúdio de produção e criação de materiais para jornais, revistas e programas de TV.
A empresa foi fundada em 1997 por Marcelo Campos, Octavio Cariello, Roger Cruz, Rogério Vilela e Jotapê Martins e era dividida em dois núcleos, uma Escola de Artes, com cursos sobre desenho e pintura de histórias em quadrinhos e outras disciplinas relacionadas, e um Núcleo de Artes. Depois de um tempo, Roger Cruz e Jotapê saíram da sociedade e Eduardo Schaal entrou. Em 2002, a empresa foi dividida em duas: Campos e Cariello ficaram com a Escola de Artes, que passou a se chamar Quanta Academia de Artes, enquanto Vilela e Schaal mantiveram o nome Fábrica de Quadrinhos com o estúdio.
Entre os principais trabalhos da Fábrica de Quadrinhos estão a animação do clipe da música Os Cegos do Castelo, dos Titãs, a produção da série de TV As Aventuras de Tiazinha, as animações do site Mundo Canibal e trabalhos freelance para as editoras norte-americanas Marvel e DC Comics.
Em 2001, a Fábrica de Quadrinhos foi tema de uma exposição no Museu da Imagem e do Som de São Paulo. Sob o título "Operários das Artes", foram expostos diversos trabalhos realizados pela empresa, além de serem realizadas palestras, oficinas, mesas-redondas, grafites e desenhos ao vivo. Também foi exibido um ensaio fotográfico e uma fotonovela com Suzana Alves, a Tiazinha, na revista Playboy, editada pela Editora Abril; a história teve storyboards produzidos por Marcelo Campos.
Também em 2001, foi lançada pela editora Devir o livro Fábrica de Quadrinhos 2001, que trazia várias histórias curtas e pin-ups com os personagens criados pelo estúdio, feitas por nomes importantes dos quadrinhos brasileiros: Adão Iturrusgarai, Alexandre Jubran, Alexandre Starling, André Kitagawa, André Vazzios, Artur Fujita, Caco Galhardo, Davi Calil, Edde Wagner, Eduardo Ferrara, Eduardo Francisco, Eduardo Schaal, Evandro Gregório, Fábio Moon, Fernando Gonsales, Gabriel Bá, Gualberto Costa, Hermes Tadeu, Ivan Reis, Jal, Joe Bennet, Joe Prado, José Márcio Nicolosi, Júlio Ferreira, Lelis, Lourenço Mutarelli, Luke Ross, Marcelo Campos, Marcelo Caribe, Marcello Gaú, Mozart Couto, Octavio Cariello, Osvaldo Pavanelli, Ricardo Piologo, Ricardo Riamonde, Rodrigo Piologo, Roger Cruz, Rogério Vilela e Spacca.
Em 2002, este livro ganhou o Prêmio Angelo Agostini de melhor lançamento e o Troféu HQ Mix de melhor projeto gráfico. Em 1999, a Fábrica de Quadrinhos já ganhara o Troféu HQ Mix na categoria "Valorização da HQ".